# Аштон, Фредерик
Сэр Фредери́к Уильям Малландейн А́штон (англ. Frederick William Mallandaine Ashton; 17 сентября 1904, Гуаякиль — 18 октября 1988, Суффолк) — английский балетмейстер, один из ведущих западноевропейских хореографов своего времени. Возглавлял труппу Королевского балета в 1963—1970 годах. Наравне с Кеннетом Макмилланом — создатель английского балетного репертуара; автор первого национального английского балета («Трагедия моды», 1926).

## Биография
Родился в эквадорском городе Гуаякиль в 1904 году, где его отец служил дипломатом. В возрасте трёх лет вместе с родителями переехал в Лиму, Перу, где прошли его детские годы и юность. В 1917 году, когда ему было 13 лет, Аштон увидел выступление Анны Павловой в муниципальном театре Лимы, которое изменило его жизнь — он влюбился в балет и с этого времени решил стать танцовщиком. Позже он признавался, что выступление русской балерины произвело на него впечатление на всю жизнь: «Она была духом, она была пламенем, но только не человеком <…> Она заразила меня своим ядом, и с этого вечера я хотел исключительно танцевать». В 1919 году родители отправили его учиться в Великобританию, в Дуврский колледж, который он не окончил.
Бросив колледж, Аштон переехал в Лондон, где благодаря знанию испанского и французского языков смог найти работу в Сити, так как в 1924 году его отец покончил жизнь самоубийством, мать с детьми переехала в Англию и на плечи Фредерика легли заботы о содержании семьи. Большую часть своей зарплаты он тратил на частные занятия с танцовщиком Русского балета Дягилева Леонидом Мясиным. Уезжая из Лондона, Мясин посоветовал Аштону пойти учиться к хореографу и балетному педагогу Мари Рамбер, которая наравне с Нинет де Валуа, Леонидом Мясиным, Лидией Лопуховой, Алисией Марковой и другими, заложила основы английского балета. Среди её учеников были также Энтони Тюдор, Агнес де Милль, Уильям Чаппелл, Андре Ховард, «первый британский виртуоз» Гарольд Тёрнер, Пёрл Аргайл, Норман Моррис и многие другие, а про её балетную школу говорили,  что она со временем станет представлять собой «плодотворный питомник английских танцовщиков и хореографов». 
Во время лондонских гастролей дягилевской антрепризы Аштон увидел балет Петра Чайковского «Спящая красавица» с Ольгой Спесивцевой в роли принцессы Авроры, который произвёл на него огромное впечатление и заставил ещё сильнее полюбить классический балет. Его мечтой было стать танцовщиком, однако его физические данные не позволяли этого. Тем не менее, Мари Рамбер, обнаружив в ученике способности к хореографии, дала ему возможность поставить свой первый балет: «Трагедия моды», показанная силами её «клуба Рамбер» 15 июня 1926 года в составе программы-ревю на сцене Лирического театра. Это постановка не только стала первым полноценным спектаклем её труппы и дебютом Аштона в качестве балетмейстера, но и считается первым английским национальным балетным спектаклем. Его характеризуют как «поворотный момент в истории балета», поскольку он положил начало карьере как Эштона, так и балета Рамбер.
В 1928 году он становится танцовщиком интернациональной труппы Иды Рубинштейн в Париже, в котором на тот момент была хореографом Бронислава Нижинская. Аштон позже с большим одобрением и благодарностью вспоминал о её школе и влиянии на своё творчество, а про своё участие в труппе отзывался следующим образом: «Компания очень большая, и ощущается острая конкуренция. Но мне беспокоиться не о чем — я, безусловно, самый худший танцовщик». Нижинская отмечала его усердие и любовь к балету, выделяла его отношение среди своих танцовщиков. Так, он был единственным, кому из труппы разрешалось бывать на всех репетициях, независимо от того, был ли он задействован в постановке или нет. В антрепризе Рубинштейн Аштон выступал около года, побывав с гастролями во многих европейских городах (Вена, Неаполь, Париж, Монте-Карло и др.). После того как Нижинская покинула труппу Аштон решает также уйти из неё и переезжает в Лондон, где Рамбер предлагает поставить балеты для её «Балетного клуба». В этот период он осуществляет ряд «одноразовых» миниатюр для своего педагога, а также для кинематографа. В 1931 создал для Общества Камарго (Camargo Society) пародийный балет «Фасад», который оставался в репертуаре многих балетных коллективов. В 1933 году создал балет для лондонского коллектива Нинет де Валуа «Вик Уэллс» (позже ставшего «Сэдлерс-Уэллс балле» — «Sadler's Wells Ballet», с 1957 года Королевский балет), а в 1935 году стал ведущим балетмейстером и одним из художественных руководителей этой труппы. 
В 1939 году балетмейстер впервые в своей карьере создал балет для зарубежной компании Русский балет Монте-Карло — «Каникулы дьявола» («Devil’s Holiday»). Аштон также создавал хореографию для кино, драматических спектаклей и оперных постановок. В 1930-е годы он ставил в основном развлекательные балеты, во время Второй мировой войны его произведения стали более мрачными.
В конце 1940-х и в начале 1950-х работал в разных балетных труппах, создавая произведения для парижских балетов — Le Rêve de Léonor, 1949, Вариации на тему Франка Бриджа Бенджамина Бриттена, для Нью-Йорк Сити балет — «Illuminations», 1950 и «Les Britten’s Les» Бриттена. Он ставил танцы для фильмов, в том числе «Сказки Гофмана» (1951) и «Три истории любви» (1953), осуществлял постановки опер для Глайндборнского оперного фестивалья и Ковент-Гарден.
В апреле 1946 года успешно прошла премьера балета «Симфонические вариации») («Symphonic variations») на музыку Сезара Франка. Критика характеризовала его следующим образом: «Звёздный состав танцовщиков возглавили Марго Фонтейн и Майкл Сомс, а лаконичное оформление Софьи Федорович до сих пор считается классическим и единственно возможным». Это балет признаётся одним из шедевров британского хореографа: «Если бы всё творчество Фредерика Аштона пришлось охарактеризовать всего двумя работами, ими, безусловно, стали бы «Симфонические вариации» и «Тщетная предосторожность», однако в 1960-х балетмейстер продолжает творить, и среди его поздних спектаклей можно выделить яркие и выдающиеся». С 1963 по 1970 год руководил труппой английского Королевского балета. Отмечается, что за период его руководства коллектив заслужил признание «прекрасных „доморощенных“ танцовщиков и запоминающегося самобытного репертуара». В 1986 году создал свою последнюю работу на музыку Эдуарда Элгара — одноактный балет «Колыбельная» («Nursery suite»); он был предназначен для учеников Королевской академии балета и посвящён королеве-матери и двум её дочерям — королеве Елизавете II и принцессе Маргарет. Умер в 1988 году в Суффолке. Согласно завещанию он передал права на свои постановки танцовщикам и коллегам, с которыми был особенно близок.
Российская танцовщица Илзе Лиепа писала про британского балетмейстера: «Основатель английского балетного театра — сэр Фредерик Аштон — не только создал английский балет, но и совершил множество выдающихся открытий на пути развития хореографического искусства. Он поставил более ста балетов, воспитал целую плеяду хореографов и замечательных артистов». Она также образно называет его «Шопеном в балете» так его работы романтичны и при этом ироничны. Кроме того, его искусство очень английское по своей сути и любимо во всём мире. 

## Награды
Является Командором Ордена Британской империи(1950), обладатель Ордена Кавалеров Почёта (1962) и ордена «За заслуги» (1977). В 1959 году был награждён премией Елизаветы II от Королевской академии танца, в 1962 году был посвящён в рыцари за заслуги в области балета, в том же году получив французский орден Почётного легиона, а в 1963 году — шведский орден Данеброг. Он получил Звание «свободного гражданина лондонского Сити» и получил почетные докторские степени Даремского университета (1962), Университета Восточной Англии (1967), Лондонского университета (1970), Университета Халла (1971) и Оксфордского университета (1976).

## Постановки
- 23 декабря 1948, «Сэдлерс-Уэллс балле» на сцене «Ковент-Гарден» — «Золушка» Сергея Прокофьева (Золушка — Мойра Ширер, Принц — Майкл Сомс[англ.], Шут — Александр Грант, сёстры Золушки — Роберт Хелпман и сам балетмейстер).
- 1949 — «Сон Леонор» на музыку Бриттена, либретто, декорации и костюмы Леонор Фини.